# スター・ウォーズ ローグ スコードロン II
『スター・ウォーズ ローグ スコードロン II』（スター・ウォーズ ローグ スコードロン ツー）はエレクトロニック・アーツ・スクウェア（現エレクトロニック・アーツ）より発売されたシューティングゲームである。原題は『Star Wars Rogue Squadron II: Rogue Leader』。

## 概要
『スター・ウォーズシリーズ』の世界を再現したシューティングゲームであり、銀河帝国打倒のため反乱同盟軍として宇宙船を駆使するルーク・スカイウォーカーとウェッジ・アンティリーズの指揮するローグ中隊を操ることができる。
『エピソード4/新たなる希望』、『エピソード5/帝国の逆襲』、『エピソード6/ジェダイの帰還』にて繰り広げられた戦闘、有名どころではホスの戦いなどが舞台となっている。また、いくつかの舞台は90年代の小説やコミックに基づいている。
本作は、『スター・ウォーズ 出撃! ローグ中隊』の続編として開発された。本ゲームは大幅に改善された映像表現、僚機への作戦指示が特徴である。本ゲームにはタトゥイーンにある悪名高いベガーズ峡谷がチュートリアルとして登場する。『出撃! ローグ中隊』では「デススターの排気口」として登場するヤヴィンの戦いが第1面として登場する。ニンテンドー ゲームキューブのパワーを活かしたホスの戦いもある。その他にも映画3部作で有名なエンドアの戦いは、あらゆるゲームの中でも、最も広大な戦場、最も戦場の雰囲気にあふれた、最も挑戦的なステージである。また本作はニンテンドー ゲームキューブでは数少ないバンプマッピングと高度なマルチテクスチャリング効果を利用したゲームである。世界で初めてドルビーラボラトリーズのドルビープロロジックIIリアルタイムエンコーダを採用したゲームでもある。
一方で、全体的なステージ数が減少。さらに、ローグ中隊メンバーについても（前作では名前や来歴、写真まで紹介されていたにもかかわらず）本作品ではほとんど登場しない（ホスの戦いで、ルークやウェッジの砲手を務めたダク・ラルターやウェス・ジャンソンも、セリフ中に名前が呼ばれるのみ）。
日本版は、大半の音声が映画と全く異なる声優により日本語に吹き替えられている。
さらなる続編として『スター・ウォーズ ローグ スコードロン III』が発売されている。

## 登場機体

### 初期機体
括弧内はその機体の初期サブウェポン。R2ユニット搭載機体は、時間経過でシールドが回復するほか、大ダメージを受けた際にコマンドクロス（十字キー）でリペアを指示して回復することも可能。
本作のブラスターは通常は2または4つの砲身から連続して発射するのだが、一定時間発射しないでいると「リンク」という状態になり、最初の一発のみ全ての砲身から同時に発射され、通常よりも威力が向上する。
本作の機体選択は、ハンガー内にてパイロットスーツを着たルークを操作し、使用したい機体に近づいて選択するという方式になっている。
- X-ウイング（プロトン魚雷）

反乱同盟軍の主力戦闘機。
可変翼「S-フォイル」を閉じることで高速で飛行できるが、閉じている時は一切の攻撃が出来なくなり、攻撃しようとするとS-フォイルが展開される。
R2ユニット搭載機体。プロトン魚雷の搭載数は6発。
- Y-ウイング（プロトン爆弾、イオンキャノン）

X-ウイングが登場するよりも以前から存在する、対空戦闘も可能な能力を持つ長距離爆撃機。
旧型だが、高い攻撃力と防御力を併せ持つ。そのかわり他の機体と比べると速度が遅い。ブラスターの連射性能が前作よりも格段に向上している。
R2ユニット搭載機体。プロトン爆弾は20発搭載しているが、時間経過で所持弾数が回復する。
- A-ウイング（震盪ミサイル）

ヤヴィンIV撤退後に開発された高速戦闘機。
機動性と最高速度は非常に優れているが、反面シールドが非常に弱い。
振動ミサイルは20発搭載（ただし一度に4発同時発射する仕様のため、実質5回しか撃てない）。
- B-ウイング（プロトン魚雷、イオンキャノン）

Yウィングの後継機として開発された、十字架のような外見が特徴の新型戦闘攻撃機。前作では登場しておらず本作が初登場となる。
攻撃能力・シールド性能共に高いが、S-フォイルを閉じてもX-ウィングほどの速度は出ない。プロトン魚雷は12発搭載。
- スノースピーダー（トゥケーブル）

T-47エアスピーダーを戦闘用に改造したものを、更に寒冷地仕様に改造した戦闘機。AT-AT対策に投入される。
地上で運用する戦闘機であるため、宙返りやロールといったアクロバティックな飛び方が出来ず、最高高度も低いが、代わりに地表スレスレの所を這うように飛ぶことができる。ブラスターの色が他の機体と若干違うが、威力差は不明。
ちなみに原作ではホスの戦いで撤退する際に全機が廃棄されたことになっているが、本作ではその後のステージにも登場する。

### 隠し機体
これらの機体は、パスコード入力や全ステージでメダル獲得など一定の条件を満たすことで使用できる。
ミレニアム・ファルコンのみ最初からハンガー内にあり、解説を聞く事だけできる（条件を満たすまで決定は出来ない）。その他の機体は空いたスペースに登場するか、複数停泊している機体の内一機が隠し機体に置き換えられる。
- ミレニアム・ファルコン（震盪ミサイル）

ハン・ソロ所有の違法改造貨物船。
原作同様の攻撃力と最高速度、R2ユニット無しでのシールド回復機能も搭載しているが、旋回性能は低く設定されている。また上部のブラスターの砲身は前方に固定されているが、下部のブラスターは自動的に敵を狙って旋回するようになっており、背後に敵がいればブラスターを背後に発射することが可能。
- ナブーN-1スターファイター（プロトン魚雷）

惑星ナブーで運用されている宇宙戦闘機。この機体を使用可能にすると、2機あるXウィングの片方がこの機体に置き換わる。
各性能が高い水準でまとめられた高性能機体。防御力についてはX-ウィングと同程度で、R2ユニットも搭載されている。
- スレーブI（クラスターミサイル）

賞金稼ぎボバ・フェットの所有する機体。
ブラスターが機体下部から発射されるためエイミングが難しく、最高速度も防御力も低い。
ボバ・フェット仕様の塗装で登場するが、パスコード入力でジャンゴ・フェット仕様の塗装になる。
- TIEファイター（なし）

帝国軍の主力戦闘機。
登場機体の中で最もブラスターの連射が早いが、やはり原作同様非常にシールド性能が低い。
この機体を開放するとミレニアム・ファルコンの右にあるシャッターが開き、中のスペースにTIEファイターが配置される（TIEアドバンスドx1も同様）。
- TIEアドバンスドx1（クラスターミサイル）

ダース・ベイダーがヤヴィンの戦いにて使用していた試作戦闘機。
TIEファイターとほぼ同等の性能だが、クラスターミサイルを20発搭載して攻撃力を向上させている。
- 黒い車（クラスターミサイル）

シリーズ伝統の空飛ぶ車。
出撃時のムービーで、格納庫の外に出た途端飛べずに下に落ちた後戻ってくる専用の演出が入っている。コックピット視点に切り替えると、操縦桿ではなくハンドルがある。どう見ても翼が無いが、S-フォイルの機能が搭載されており高速飛行も可能。R2ユニットによる回復機能もあるが、外見からはR2が見えずどこに乗っているかは不明。
パスコード入力でのみ出現させることができるが、この機体がセーブデータに残ることは無く、ゲームの電源を切ると消えてしまうので、使用したければプレイの度にパスコード入力が必要になる。

### その他の機体
- T-16スカイホッパー（プロトン魚雷、プロトン爆弾、イオンキャノン）

タトゥイーントレーニングでのみ操縦可能。三角形を思わせる外見が特徴の、一人乗りエアスピーダー。
サブウェポンを複数装備しているが同時使用や任意での変更はできず、特定のミッションの内容によって自動的に換装される。
- インペリアルシャトル（なし）

シャトル奪取任務にて乗り換えるか、隠しステージでのみ操縦可能。帝国軍で運用されている輸送船。戦闘機ではないため性能は低い。
サブウェポンを装備していないが、その代わりに機体後方にある砲台から後ろにブラスターを撃ち、追いかけてくる敵機を迎撃できる。
加減速を行うと主翼が開閉するが、これは着陸用の可変機能でありS-フォイルではないため、高速飛行ができるわけではない。
- クラウドカー（なし）

惑星ベスピンに登場。クラウド・シティのパトロールで使用されている双胴の大気圏内飛行用ビークル。
クラウドシティで置いてあるものに乗り換えることで操縦可能。他のステージでは登場しないため使用できない。

## 登場ステージ
括弧内はデフォルト機体。
タトゥイーントレーニング（T-16スカイホッパー）
T-16スカイホッパーを操作し、惑星タトゥイーンで操作を学ぶ練習コース。反乱軍マークを通過することでミッションが与えられる。ミッションは基本的な操作の練習を始め、他のT-16スカイホッパーとのレースやウォンバットの規定数撃破などが存在する。
特に目的は存在せず、20分の時間制限を迎えるまで自由に飛行できる。
ヤヴィンの戦い（X-ウィング）
反乱軍の秘密基地がある惑星ヤヴィンIVにデス・スターが迫り、スーパーレーザーの射程範囲内に入ろうとしている。ヤヴィンIVが破壊される前に、デス・スター唯一の弱点である排熱ダクトにプロトン魚雷を撃ちこめ。
最初にデススター表面で攻撃手段の無い防御タワーの破壊、次にTIEファイターとのドッグファイト、最後に排熱ダクトへ続く溝の中を通って迫る壁や後方から追いかけてくる敵機に対応し、排熱ダクトへプロトン魚雷を発射する。
デススター表面の砲台が四方八方にレーザーを発射しているが、プレイヤー機がこれに当たることは無く、またTIEファイターの攻撃もこの時点では消極的なため難易度は高くない。最後のプロトン魚雷はダクトの直ぐ頭上を通りさえすればよく、直撃させる必要は無い。
1回クリアするとY-ウィングでのプレイも可能になり、この際Y-ウィングのサブウェポンはプロトン魚雷（6発）に換装されている。
アイゾン・コリドー（X-ウィング）
ヤヴィンIVの基地を放棄した反乱軍は、帝国軍に知られていない秘密の航路「アイゾン・コリドー」を通って惑星ホスに向かっていた。途中別の輸送船団と合流する予定だったが、合流地点に船団の反応は全く無く、船の残骸が漂っているだけだった。すると帝国軍の待ち伏せに遭い、輸送船が攻撃される。
アイゾン・コリドーは途中に暗礁宙域が存在し、それを突破するまでハイパースペース・ジャンプで逃げることはできない。襲い来るTIEファイターを撃破し輸送船を守れ。
TIEファイターをある程度撃破すると暗礁宙域に入り込み、周囲が白い霧に覆われて非常に見えにくくなるうえ、敵機がTIEインターセプターに置き換わる。
途中でネビュロンBエスコート・フリゲート「リデンプション」に帰還し、Aウィングに乗り換えることもできる。
ホスの戦い（スノースピーダー）
スノースピーダー限定ステージ。惑星ホスの秘密基地を帝国軍に発見された反乱軍は基地からの撤退を決定。しかし、既に帝国軍は地上部隊を展開し、シールドジェネレーターに近付いている。帝国軍の地上部隊を攻撃し、脱出の時間を稼げ。
前半はAT-STやAT-ATの撃破が任務となる。途中でルークは撃墜され、プレイヤーはウェッジの操縦するスノースピーダーでAT-ATの撃破を行うこととなる。
後半はシールドジェネレーターが破壊され反乱軍は撤退を開始。スタート地点に戻ってXウィングに乗り換え、TIEボマーの爆撃から惑星ホスを脱出する反乱軍を守ることとなる。
モー（Y-ウィング）
Y-ウィング限定ステージ。反乱軍は惑星ケッセルの危険区域「モー」に帝国軍の秘密施設を発見し、奇襲攻撃に打って出た。帝国軍の増援が到着する前に可能な限りのダメージを与えて離脱せよ。
前半は惑星ケッセル周辺の宙域にて、シールドにイオンキャノンを撃ち込んで機能を停止させ、進入路を確保。後半は秘密施設の設備をプロトン爆弾で破壊する。
秘密施設に到着すると捕虜になっていた味方から救援要請の通信が入り、彼らの脱出支援も同時進行で行うこととなる。基本的に捕虜が乗っている列車の移動に合わせて砲台や施設を爆撃すれば良い。
最終的に捕虜たちは一機のシャトルを奪って脱出を始める。敵機を撃ち落として援護し、シャトルが特定のポイントにたどり着けばクリアとなる。
レイザー・ランデブー（B-ウィング）
反乱軍フリゲート艦「リデンプション」は、帝国軍から奪った機密データを持つ特務艦「レイザー」と惑星コスリス上空で合流することになっており、当初ローグ中隊はこの2隻の護衛を命じられていた。しかしコスリス上空に到着したとき、一隻のスター・デストロイヤーと遭遇し、レイザーが捕縛されてしまった。スター・デストロイヤーが逃げてしまう前に撃破せよ。
このステージでは定期的にネビュロンBエスコート・フリゲート「リデンプション」が敵機の攻撃を受けることがあり、リデンプションが撃墜されるとミッション失敗となる。
スター・デストロイヤーは三カ所にあるシールドジェネレーターを破壊し、その後ブリッジを直接攻撃することで撃墜となる。
スター・デストロイヤーのブリッジを攻撃し撃墜すると、スター・デストロイヤーは捕縛したレイザーと機密データを抱えたまま惑星コスリスに向かって墜落を始める。そこでミッション完了となり、次のステージであるコスリスの地上戦に続くこととなる。
ちなみに、ブリッジに向かって特攻し自機が墜落しても、そのままムービーが始まりミッション完了となる。
コスリスの地上戦（X-ウィング）
前ステージで撃墜され、惑星コスリスに墜落したスター・デストロイヤー内部には、レイザーから奪われた機密データが残されたままになっている。クリックス・メイディーンがコマンド部隊を編成し、データの回収に向かった。コマンド部隊を援護し、データを奪取せよ。
前半は輸送船を護衛して墜落したスター・デストロイヤーに近づいていき、後半でデータの奪取を支援する。
スター・デストロイヤーはブリッジを破壊され墜落してもなお稼働し続けており、まだ生き残っている砲台で攻撃し、搭載されているTIEファイターやTIEインターセプター、AT-AT、AT-PTを出撃させてくる。提示されるミッションの数が非常に多く、状況に合わせて機体を乗り換えて対応していく必要がある。
コマンド部隊が全滅したり、コマンド部隊を運ぶ輸送船が撃墜されるとミッション失敗となる。
帝国軍シャトル奪取（昼：Y-ウィング、夜：スノースピーダー）
コスリスの地上戦で奪取した情報を分析したところ、なんとそれは第2デス・スターの情報だった。それによると第2デス・スターは惑星エンドアの周回軌道で建設されており、エンドアからのシールドに守られている。シールドを破るにはエンドアの基地に乗り込むため、帝国軍籍のシャトルが必要になる。帝国軍アカデミーに潜入し、ラムダ級シャトル「タイディリアム」を奪取せよ。
このステージではゲームキューブ本体の設定時刻に連動してステージの昼夜が切り替わり、機体が自動で選択される。
序盤はレーダーを避け、低空で渓谷を抜ける必要があるのだが、乗っている機体によってレーダーを回避する方法が異なる。Yウィングの場合はイオンキャノンでレーダーを使用不能にする必要があり、スノースピーダーの場合はレーダーがある高度よりも低空を飛べば良いが、霧が深いため視界が悪く、マップもレーダーの位置が表示されず殆ど使えない状態となる。
後半はラムダ級シャトル「タイディリアム」に乗り換えてスタート地点まで逃げる。ラムダ級シャトルは戦闘能力が低くすぐ撃墜されてしまうため、攻撃を避けつつ逃げる必要がある。
ベスピン強襲（A-ウィング）
惑星サラスト付近に集結しつつある反乱軍は、帝国軍籍のシャトルを入手するなど攻撃の準備を着々と進めていた。しかし、武器にパワーを供給し威力を増幅させる「ティバナガス」が不足し、深刻な問題となっている。ランド・カルリジアンはかつて自分がティバナガスを営んでいた惑星ベスピンを利用することを提案したが、ベスピンは現在帝国軍に占領されている。そこで反乱軍はベスピンを強襲し、帝国軍からの解放と同時にティバナガスを確保する作戦に出る。
基本的にティバナガスが貯蔵されたタンクを守りつつ、敵機を撃破することとなる。前半は周辺に浮いたタンクの奪取を支援し、後半は都市に設置されたポンプを破壊し気球の砲台を無力化したあと、最後のタンクを奪取する。
途中帝国軍がティバナガスが貯蔵されたタンクの破壊を行い、タンクが一定以上破壊されるとミッション失敗となる。
エンドアの戦い（X-ウィング）
すべての準備を終えた反乱軍は、ハン・ソロ率いる部隊をエンドアへ向かわせ、シールドが消失したタイミングを見計らって第2デス・スターに総攻撃を仕掛けた。だがこれは帝国軍の罠で、スターデストロイヤーの艦隊による待ち伏せを受けた反乱軍は最大のピンチを迎える。エンドアのハン・ソロがシールドを消滅させるまで持ちこたえろ。
前半はTIEファイターとTIEインターセプターの大群と交戦し、途中からTIEボマーの増援が登場する。TIEボマーを全滅させると後半戦に移行し、二隻のスター・デストロイヤーと交戦する。
背景にスター・デストロイヤーの艦隊が存在しているが、実際に交戦するのは二隻のみであり、また中央にいるスーパー・スター・デストロイヤーとも交戦することは無い。
第二デス・スター（X-ウィング）
ハン・ソロが第二デス・スターのシールドの破壊に成功し、レッド中隊・ゴールド中隊は、中心部の反応炉を破壊するためデス・スター内部へ向かう。デス・スターの反応炉を破壊して脱出せよ。
最初に第二デス・スター表面を通り、次に建設中の区域を通って反応炉の場所へ向かう。どの場面でも後方から追いかけてくる敵機に対応しなければならない。
最後に反応炉を破壊し、来た道を逆走して脱出することとなる。後ろから爆炎が迫ってきており、追いつかれると撃墜となり一機失う。

### 隠しステージ
デス・スターからの脱出（ミレニアム・ファルコンの銃座）
惑星オルデランに向かおうとしてデス・スターに捕縛されたミレニアム・ファルコンだったが、何とか脱出に成功した。しかし、背後から帝国軍のTIEファイターが迫る。迫り来るTIEファイターを殲滅し、惑星ヤヴィンIVへと逃れよ。
このステージではミレニアム・ファルコンそのものではなく銃座を操作し、ガンシューティングの要領でTIEファイターを撃墜する。
一定時間が経過するとファルコンが撃墜されミッション失敗となるため、その前にTIEファイターを全滅させる必要がある。
アステロイド・フィールド（ミレニアム・ファルコン）
惑星ホスのエコー基地から脱出したミレニアム・ファルコン。だが、ハイパードライブが故障しており、帝国軍を振りきれない。ハン・ソロはアステロイド・フィールドへ逃げ込み、帝国軍をかく乱させる作戦に出た。追撃してくるTIEファイターを振り切り、スター・デストロイヤーに密着して、追跡を逃れよ。
ちなみにTIEファイターは主に後方へのブラスターで撃ち落としていくため、メダル獲得のための命中率は非常に低く設定されている。
デス・スター防衛戦（TIEアドバンスドx1）
これまでとは違い、帝国軍側の立場でプレイするステージとなっている。
反乱軍の小型戦闘機30機がデス・スターに飛来した。標的が小さく砲台では撃ち落とせない。反乱軍戦闘機を撃ち落とし、排熱ダクトへの攻撃を阻止せよ。
後半はダクトへ続く溝の中を通過するXウィングを撃破する。ヤヴィンの戦いと同様に、排熱ダクトへプロトン魚雷を撃ち込まれるとミッション失敗となる。
ヤヴィン4壊滅作戦（TIEアドバンスドx1）
このステージも帝国軍側の立場でプレイするステージである。
デス・スターを破壊された帝国軍だったが、生き残ったダース・ベイダーは生き残りの帝国軍と合流し、ヤヴィン4の反乱軍基地の位置を伝えると、自ら部隊を率いてヤヴィン4への攻撃を開始した。輸送船を全滅させ、反乱軍に大ダメージを与えよ。
エンデュランス
いわゆるバトルロイヤルステージ。スノースピーダーとインペリアルシャトル以外の機体なら何でも出撃できる。ひたすら出現するTIEファイター、及びTIEインターセプターの編隊を撃ち落とせ。10編隊ごとにインペリアルシャトルが出現し、全滅させれば残機がアップする。なお、100回目にダース・ベイダー操るTIEアドバンスドx1が登場し、これを撃ち落とせばミッション終了となる。

## キャスト
- ルーク・スカイウォーカー：ボブ・バーゲン/飛田展男
- ウェッジ・アンティリーズ：デニス・ローソン/坪井智浩
- ビッグス・ダークライター：トム・ケニー/高塚正也
- レイア・オーガナ：田中敦子
- ハン・ソロ：菅生隆之
- ダース・ベイダー：スコット・ローレンス/銀河万丈
- ランド・カルリジアン：オッバ・ババタンド/安原義人
- オビ＝ワン・ケノービ：デヴィッド・デイヴィス/大木民夫
- フリゲート艦リデンプション艦長：ライン・マクリーン/塩田朋子
- アクバー提督：ピーター・マコネル/阪脩
- C-3PO：田中秀幸（日本語版のミッションブリーフィングと機体説明も担当）
- クリックス・メイディーン：トム・ケイン/谷口節
- ジャン・ドドンナ：小島敏彦

## 備考
- 本作にはメイキングがついている。そのメイキングによれば、このゲームは8ヶ月でアセンブルされたとのことである。
- 海外版でウェッジの声を担当した「デニス・ローソン」とは、実際に映画でウェッジを演じていた本人である。